# Ty Cobb
Tyrus Raymond Cobb (18. prosince 1886 Narrows – 17. červenec 1961 Atlanta), zvaný Ty Cobb nebo The Georgia Peach, byl americký baseballista, který hrál 24 sezón v Major League Baseball na pozici vnějšího polaře. S klubem Detroit Tigers vyhrál v letech 1907 až 1909 třikrát po sobě American League, získal Major League Baseball Triple Crown 1909 a v roce 1911 byl vyhlášen nejužitečnějším hráčem ligy. Má nejvyšší pálkařský průměr v historii MLB .367, dvanáctkrát byl nejlepším pálkařem ligy (1907–1915 a 1917–1919). V celé kariéře zaznamenal 4191 úspěšných odpalů (tento rekord byl překonán až v roce 1985 a dosud je Cobb nejmladším hráčem, který překonal hranici 4000 odpalů), 117 homerunů a 892 ukradených met. Od roku 1922 působil jako hrající trenér v Detroitu a poté ve Philadelphia Athletics. Kariéru ukončil v září 1928. Díky dobře investovaným výdělkům a výhodné reklamní smlouvě s firmou The Coca-Cola Company patřil k nejbohatším sportovcům své doby.
Proslul velmi agresivním stylem hry, k němuž patřily dlouhé a dosti bezohledné skluzy na metu. Také v soukromí byl známý panovačným a násilnickým chováním i četnými rasistickými excesy, i když podle biografie, kterou o Cobbovi napsal Charles Leershen, byla většina těchto historek silně nadsazených.
V roce 1936 byl zvolen do Baseballové síně slávy, získal největší počet hlasů v historii (222 z 226 možných). V anketě o nejlepšího baseballistu všech dob, kterou roku 1998 uspořádal časopis Sporting News, skončil na třetím místě za Babe Ruthem a Willie Maysem.
Skupina Soundgarden napsala píseň „Ty Cobb“, v níž používá jeho jméno jako symbol vulgarity a arogance.